# Bambus
Bambus (Bambusoideae) ist eine der zwölf Unterfamilien aus der Familie der Süßgräser (Poaceae), der etwa 116 Gattungen zugerechnet werden. Die Unterfamilie wird in drei Tribus geteilt, wobei Arundinarieae und Bambuseae verholzende Arten umfassen und Olyreae krautig wachsende Pflanzen. Bambusarten kommen mit Ausnahme von Europa und der Antarktis weltweit vor.

## Beschreibung

### Übersicht
Die Vertreter der Unterfamilie sind ausdauernde, in der Tribus Olyreae möglicherweise vereinzelt auch einjährige, krautige oder verholzende Gräser. Die Halme sind hohl oder vollmarkig und verzweigen sich bei vielen Arten. Einige Bambusarten wie Moso-Bambus werden 30 Meter hoch. Die Laubblätter sind in zwei Reihen angeordnet. Die Blätter sind in die Blattscheide und Blattspreite unterteilt. Am Ende der Blattscheide werden häufig ausgefranste Blatthäutchen (Ligula) gebildet, in den Tribus Arundinarieae und Bambuseae sowohl vor als auch hinter dem Ansatz der Blattspreite, in der Tribus Olyreae nur hinter dem Ansatz der Blattspreite. Die Scheiden tragen häufig Öhrchen oder sind, auch zusätzlich, bewimpert (oral setae). Die Blattspreite ist meist breit und parallel geadert. Der Ansatzpunkt zur Blattscheide ist wie ein Blattstiel ausgebildet.
Die Blütenstände sind ährig, traubig oder rispig, wobei zwei Wuchsformen unterschieden werden: Entweder reifen alle Ährchen in einer Wachstumsphase, wobei basal liegende Tragblätter und Vorblätter meist fehlen, oder die Ährchen bilden an der Basis Knospen, Tragblätter und Vorblätter, wobei aus den Knospen wieder Ährchen gebildet werden können, die unterschiedliche Reifegrade aufweisen. Die Ährchen mit an der Basis liegenden Knospen, die weitere Ährchen bilden können, werden auch als Scheinährchen bezeichnet. Die Ährchen sind bei den Arundinarieae und Bambuseae zweigeschlechtig, bei den Olyreae eingeschlechtig. Je Ährchen werde keine, eine, zwei oder mehrere Hüllspelzen und ein bis viele Blütchen gebildet. Die Deckspelzen können einfach begrannt sein, die Vorspelzen sind deutlich ausgebildet. Meist werden drei, selten kein oder sechs, häutige und häufig bewimperte Schwellkörper (Lodiculae) gebildet. Meist werden zwei, drei oder sechs Staubblätter gebildet, in der Gattung Pariana zwei bis 40, und bei den Ochlandra sechs bis 120. Der Fruchtknoten ist kahl oder behaart und trägt zwei oder drei Griffel und zwei oder drei Narben. Die Früchte sind Karyopse mit linealischem, selten punktförmigen Hilum.
Die Chromosomengrundzahl beträgt x = 7, 9, 10, 11 oder 12.
Die Vertreter der Unterfamilie sind C3-Pflanzen.

### Rhizome
Die Rhizome wachsen unterirdisch und bestehen wie die Halme und Halmäste aus Knoten und Internodien. Jedes Rhizom entwickelt sich aus einer Knospe eines anderen Rhizoms, oder sehr selten aus der Knospe an der Basis eines Halms. Weiters unterscheidet man den Rhizomkörper (englisch rhizome proper) und den sich früher entwickelnden Rhizomhals (englisch rhizome neck). Der Rhizomhals ist für gewöhnlich eher kurz und verbreitert sich zum Rhizomkörper hin. Man unterscheidet prinzipiell zwei Wuchsformen, die auch die Ausbreitung des Bambus bestimmen: pachymorphe Rhizome und leptomorphe Rhizome.

#### Pachymorphe Rhizome

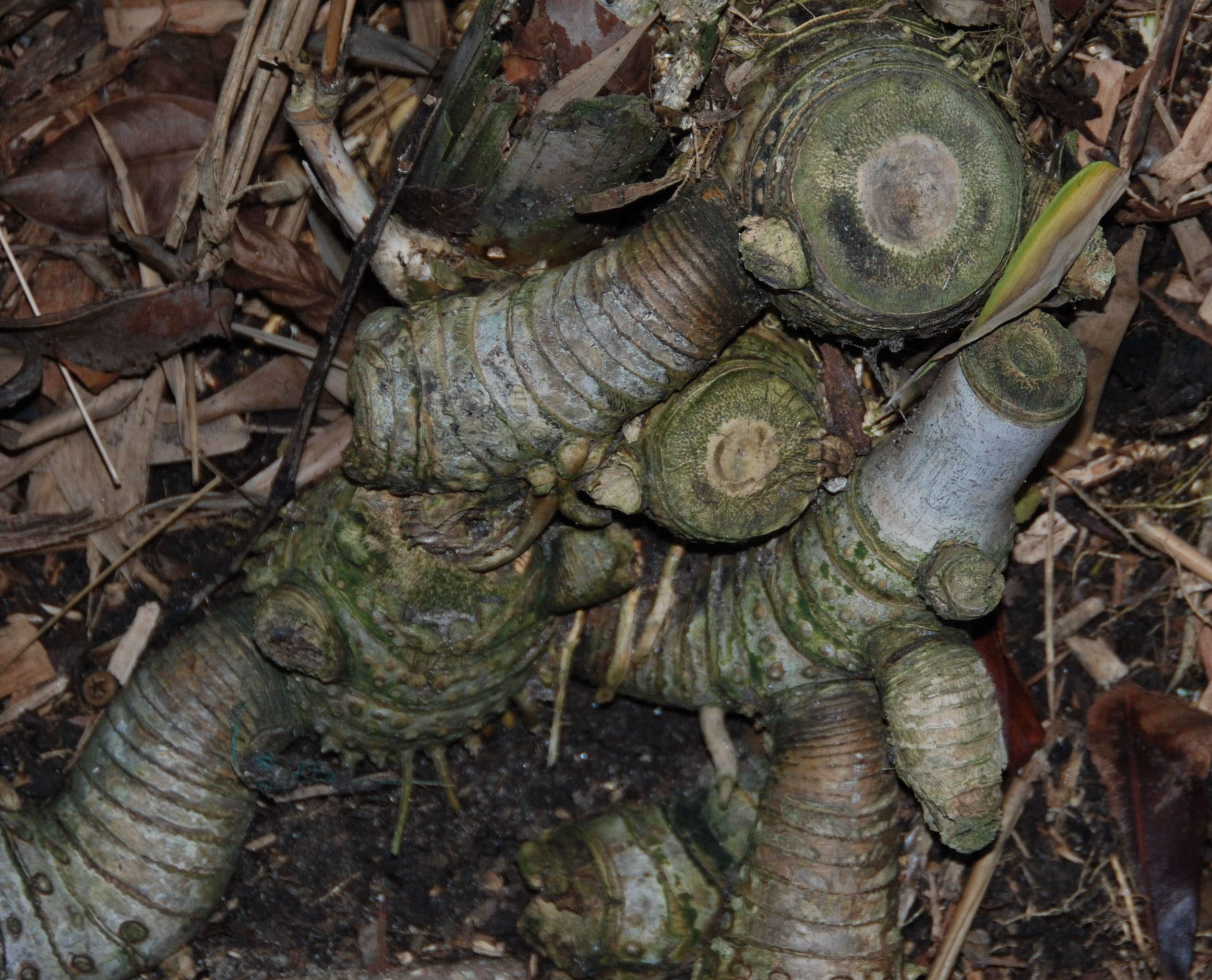
Pachymorphe Rhizome mit abgeschnittenen Halmen

Pachymorphe Rhizomkörper sind eher kurz und dick, spindelförmig bis beinahe rund, meist mehr oder weniger gekrümmt, und an der dicksten Stelle meist dicker als der Halm, in dem das Rhizom typischerweise endet. Die Internodien sind meist breiter als lang, nicht hohl und meist asymmetrisch auf der Seite mit der Knospe länger. Seitliche Knospen können nur wieder als Rhizome auswachsen, Halme bilden sich nur an den Enden der Rhizome. Die Rhizomhälse können kurz oder lang sein. Diese Art von Rhizomen werden auch als sympodial bezeichnet.

#### Leptomorphe Rhizome

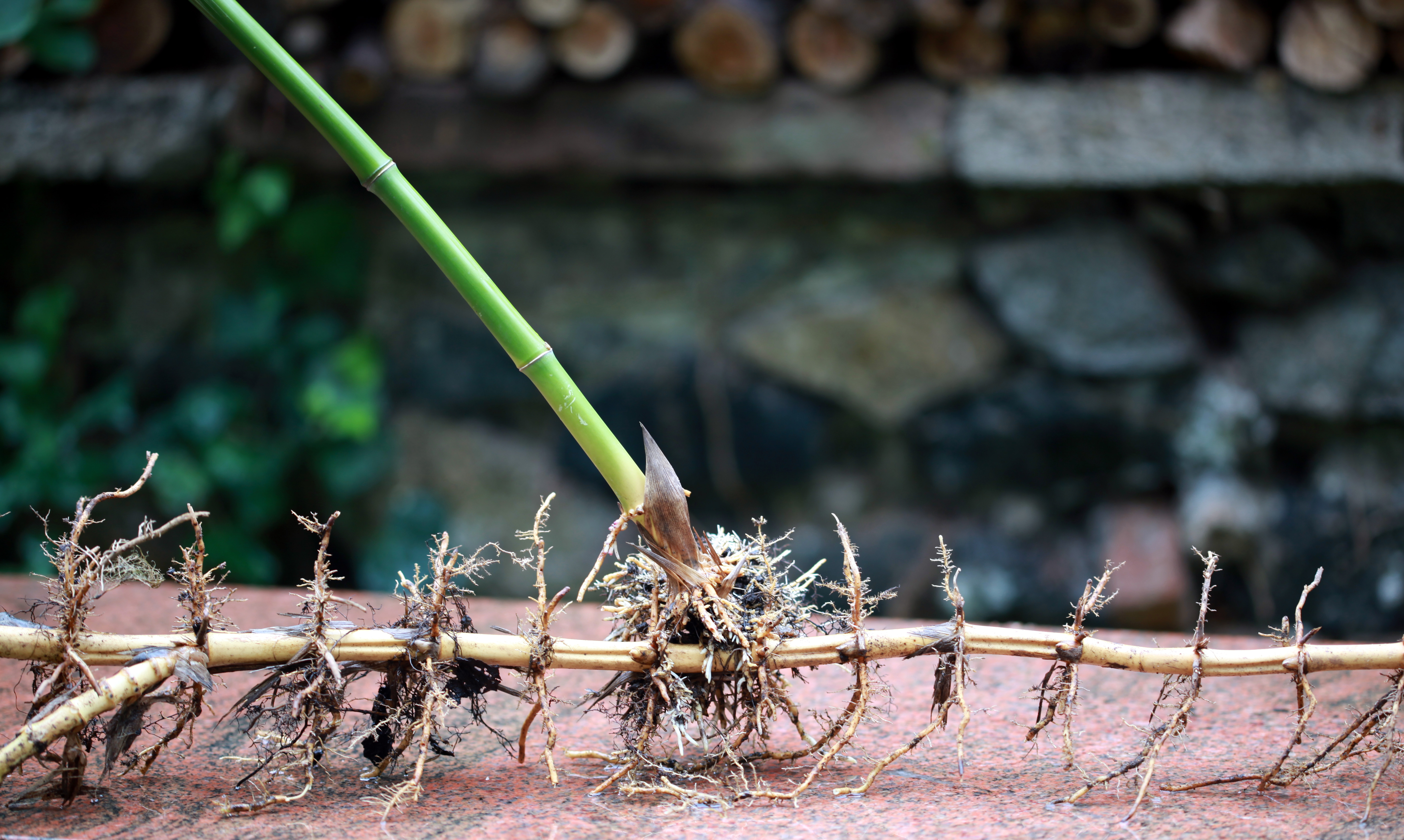
Leptomorphes Rhizom mit Halm von Phyllostachys bambusoides

Leptomorphe Rhizomkörper sind lang und dünn, zylindrisch oder beinahe zylindrisch mit einem Durchmesser der meist kleiner als der der sich bildenden Halme ist. Die Internodien sind symmetrisch oder beinahe symmetrisch, länger als breit und haben alle etwa die gleiche Länge. Schlafende seitliche Knospen sind meist bootsförmig. An jedem Knoten gibt es einen einzelnen Knoten und eine Wurzel-Anlage. Bei Arundinarieae können Knospen oder Wurzelanlagen fehlen. Die meisten seitlichen Knospen bleiben schlafend; entwickeln sie sich, entstehen meist Halme, seltener werden weitere Rhizome gebildet. Die terminale Knospe wächst meist horizontal weiter, seltener richten sich die Rhizome zur Oberfläche und bilden einen Halm. Die Rhizomhälse sind immer kurz. Leptomorphe Rhizome werden auch als monopodial bezeichnet.

#### Andere Formen
Als amphipodiale Wuchsform werden leptomorphe Rhizome bezeichnet, die wie gewöhnlich Halme bilden, die Knospen der Halmbasen bilden jedoch weitere Halme (Bestockung), was jeweils zu einer horstartigen Verteilung der Halme führt. Dabei ähneln die Halmbasen pachymorphen Rhizomen, sind jedoch nicht dicker als die Halme.
Diese Wuchsform tritt in den Gattungen Arundinaria, Indocalamus, Pseudosasa, Shibatea und Sasa auf. Leptomorphe und pachymorphe Rhizome können auch zusammen auftreten, beispielsweise bei manchen Arten der Gattung Chusquea wie Chusquea fendleri. Dabei werden an den seitlichen Knospen leptomorpher Rhizome pachymorphe Rhizome gebildet, die sich weiter verzweigen und an deren Ende sich die Halme bilden.

### Wuchsform

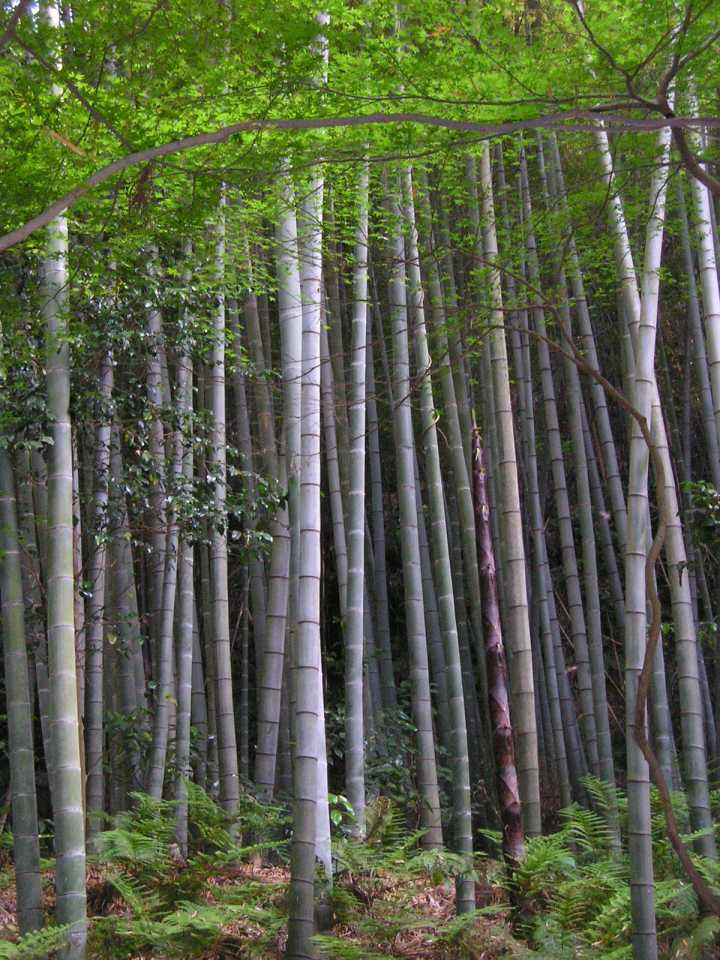
Offene Wuchsform bei Phyllostachys edulis, einem Bambus mit leptomorphen Rhizomen

Die Verteilung der Halme wird durch die Art der Rhizome bestimmt. Arten mit kurzhalsigen, pachymorphen Rhizomen wachsen in getrennten, kompakten Horsten. Diese Wuchsform findet man beispielsweise bei Dendrocalamus membranaceus. Arten mit pachymorphen Rhizomen mit etwas längeren Hälsen bilden weniger kompakte Horste, so Fargesia nitida oder Bambusa vulgaris. Bambusarten mit leptomorphen Rhizomen wachsen offener, wobei einzelne Halme gleichmäßig über eine Fläche verteilt sind. Dazu zählt beispielsweise Phyllostachys edulis. Die gleiche Verteilung zeigen jedoch auch Arten mit langhalsigen, pachymorphen Rhizomen wie Melocanna baccifera. Bambusarten mit amphipodialer Wuchsform, wie Yushania niitakayamensis bilden durch Bestockung dichte Büschel von Halmen, die untereinander mit leptomorphen Rhizomen verbunden sind. Eine ähnliche Verteilung ergibt sich bei langhalsigen pachymorphen Rhizomen und verstockenden Halmen, wie bei Semiarundinaria fastuosa oder Shibataea kumasasa und bei gemeinsamem Auftreten von leptomorphen und pachymorphen Rhizomen wie bei Chusquea fendleri.

### Halme
Die Halme sind meist seitliche Äste leptomorpher Rhizome oder Triebe aus dem Ende pachymorpher Rhizome. Ihre Wuchsform kann aufrecht, aufrecht mit überhängenden Spitzen, aufsteigend, bis breit gebogen oder kletternd sein. Sie können gerade oder im Zickzack wachsen. Ein Halm, der aus einer seitlichen Knospe eines leptomorphen Rhizoms entsteht, besteht aus zwei Teilen: dem eigentlichen, oberirdisch wachsenden Halm selbst und der unterirdisch wachsenden Halmbasis. Die Halmbasis besteht ähnlich wie die Rhizome aus der eigentlichen Halmbasis (englisch culm base proper, Halmbasiskörper) und dem Halmbasishals (englisch culm neck). Die eigentliche Halmbasis ist ein schmaler Konus, dessen Knoten eine Blattscheide, einen Wurzelansatz und meist auch einen Knoten bildet. Bei Bestockung können aus diesen Knospen weitere Halme entstehen. Die Internodien können vollmarkig oder hohl sein, sie sind meist kurz und werden zur Oberfläche hin kontinuierlich länger. Über der Oberfläche beginnt dann der eigentliche Halm, was durch einen sprunghaften Anstieg der Länge der Internodien gekennzeichnet ist und durch eine deutlicher zylindrische Form. Der Halmbasishals ist dünn und gebogen und verbindet den Halmbasiskörper mit dem Rhizom. Halme, die aus dem Ende eines an die Oberfläche vorgedrungenen leptomorphen Rhizoms entstehen, bilden keine solche Halmbasis. Die oberirdischen Halme sind dann meist deutlich nach oben gebogen, und die nahe dem Boden angeordneten Internodien sind meist kürzer als die Halme, die aus seitlichen Knospen entspringen. Halme, die aus pachymorphen Rhizomen entstehen, haben ebenfalls keine Halmbasis. Deren Platz nimmt das Rhizom ein. Auch hier können durch Bestockung aus Knospen weitere Halme entstehen, was beispielsweise bei Yushania niitakayamensis vorkommt.
Der Durchmesser kurzer Halme nimmt von der Basis zur Spitze zu ab. Bei längeren Halmen ist die erste Hälfte meist zylindrisch oder beinahe zylindrisch und verjüngt sich danach merkbar. Bei den größten Halmen einiger kräftiger Arten, beispielsweise in der Gattung Phyllostachys, kann der Halmdurchmesser ab der Basis auch zunehmen, später sich nur leicht verjüngen und erst im oberen Drittel oder Viertel deutlich abnehmen.

Länge der Internodien in Abhängigkeit von der Position für drei Bambusarten

Die Halme sind in Segmente unterteilt, die durch Knoten und Internodien gebildet werden. Die Länge der Internodien sich selbst tragender Halme nimmt meist von der Basis her zu, erreicht dann ein Maximum und nimmt dann wieder ab, siehe Diagramm zur Länge der Internodien abhängig von der Reihenfolge. Bei manchen Arten können sie dann ein weiteres Mal wieder zunehmen und das zweite Maximum bilden. Meist ist die Zunahme der Internodienlänge bis zum Maximum schneller als die zur Spitze hin erfolgende Abnahme. Kletternde Bambusarten haben einen großen mittleren Bereich mit etwa gleich langen Internodien. Davon abweichend ist das erste Internodium der Art Arthrostylidium schomburgkii sehr lang. Es kann eine Länge von 5 Metern bei einer Halmlänge von 15 Metern erreichen. Die folgenden zwei oder auch mehr Knoten werden dann jedoch nicht von Internodien getrennt. Ein ähnliches Verhalten zeigen auch andere Arten, etwa Glaziophyton mirabile und Vertreter der Gattung Myriocladus.

#### Internodien
Die Internodien können sich zwischen den Gattungen und Arten deutlich unterscheiden. So bilden sich beispielsweise bei allen Arten der Gattung Phyllostachys direkt über der Knospe oder den Ästen eine deutliche Furche (Sulcus), bei den Arten der Gattung Shibatea ist dieser Bereich nur abgeflacht. Die Internodien der Halmäste und auch die der Rhizome dieser Gattungen zeigen vergleichbare Formen. Viele Arten bilden eine weiße Schicht auf den Internodien. Dies kann von einem kaum sichtbaren Überzug (ähnlich dem, der auf Früchten wie Pflaumen auftritt) bis zu einer deutlichen, filzigen und mehlartigen Ablagerung reichen, die, wie beispielsweise bei Bambusa chungii, die eigentlich grünen Internodien völlig verdeckt. Ob und wann diese Schicht gebildet wird, dient bei manchen Arten als Unterscheidungsmerkmal. Andere für die Abgrenzung von Arten und Gattungen wichtige Merkmale der Internodien sind die Beschaffenheit der Oberfläche (etwa die lederartige Oberfläche bei Phyllostachys makinoi und Phyllostachys sulphurea oder die warzige Oberfläche bei Chimonobambusa quadrangularis), die Farbe oder die Behaarung (beispielsweise die samtartige Behaarung der Internodien junger Triebe der Art Phyllostachys edulis oder die mit angedrückten, blassen Haaren bedeckten bodennahen Internodien der Vertreter der Gattung Schizostachyum).

#### Knoten
Auch die Form der Knoten ist zwischen verschiedenen Arten unterschiedlich. Ein wichtiges Unterscheidungsmerkmal ist die Scheidennarbe (englisch sheath scar), die einen quer über den Halmumfang verlaufenden Vorsprung bildet, an dem sich der Ansatz der Halmscheide befunden hat. Die Scheidennarbe kann dünn und unscheinbar sein, beispielsweise bei Vertretern der Gattung Melocanna, oder sie kann dick sein und eine deutliche Anschwellung bilden, die von braunen Haaren gesäumt wird, wie bei Bambusa chungii, Phyllostachys nidularia oder Sinobambusa tootsik. Sie kann auch symmetrisch und eben um den Halm herum verlaufen oder unter der Verzweigungsknospe oder der Verzweigung deutlich nach unten verschoben sein, wie bei Bambusa bambos oder vielen Arten der Gattung Chusquea.

#### Verzweigungsknospen
Die Knospen der Verzweigungen sind auf gegenüberliegenden Seiten aufeinanderfolgender Knoten direkt über der Scheidennarbe angeordnet. Jede Knospe steht mittig zur an ihrer Basis gebildeten Halmscheide. Die meisten Arten bilden nur eine einzelne Knospe je Knoten. Eine Ausnahme sind Vertreter der Gattung Chusquea, bei denen eine große mittige Knospe von zwei oder mehreren kleineren flankiert wird. Aus jeder dieser Knospen können später Äste entstehen. Ein Unterscheidungsmerkmal verschiedener Taxa ist die Reihenfolge, in der die Knospen aufbrechen und Äste bilden. Das kann akropetal erfolgen, das heißt, dass sich die Knospen von der Basis zur Spitze hin zu Ästen weiterentwickeln, etwa bei Arundinaria gigantea oder bei Vertretern der Gattung Phyllostachys; basipetal, wenn die Knospen zuerst nahe der Halmspitze aufbrechen, wie bei Bambusa textilis; oder die Äste entwickeln sich zuerst in der Mitte des Halms und später darüber und darunter, beispielsweise bei Semiarundinaria fastuosa. Den nahe der Basis liegenden Knoten voll ausgewachsener Halme können Verzweigungsknospen fehlen. Bei Vertretern von Bambusa textilis und Pseudosasa amabilis können beispielsweise die untere Hälfte bis zwei Drittel des Halms keine Verzweigungsknospen und keine Verzweigungen ausweisen. Bei Vertretern verschiedener Gattungen wie Glaziophyton, Guaduella und Puelia können Verzweigungsknospen häufig ganz fehlen.

### Halmäste

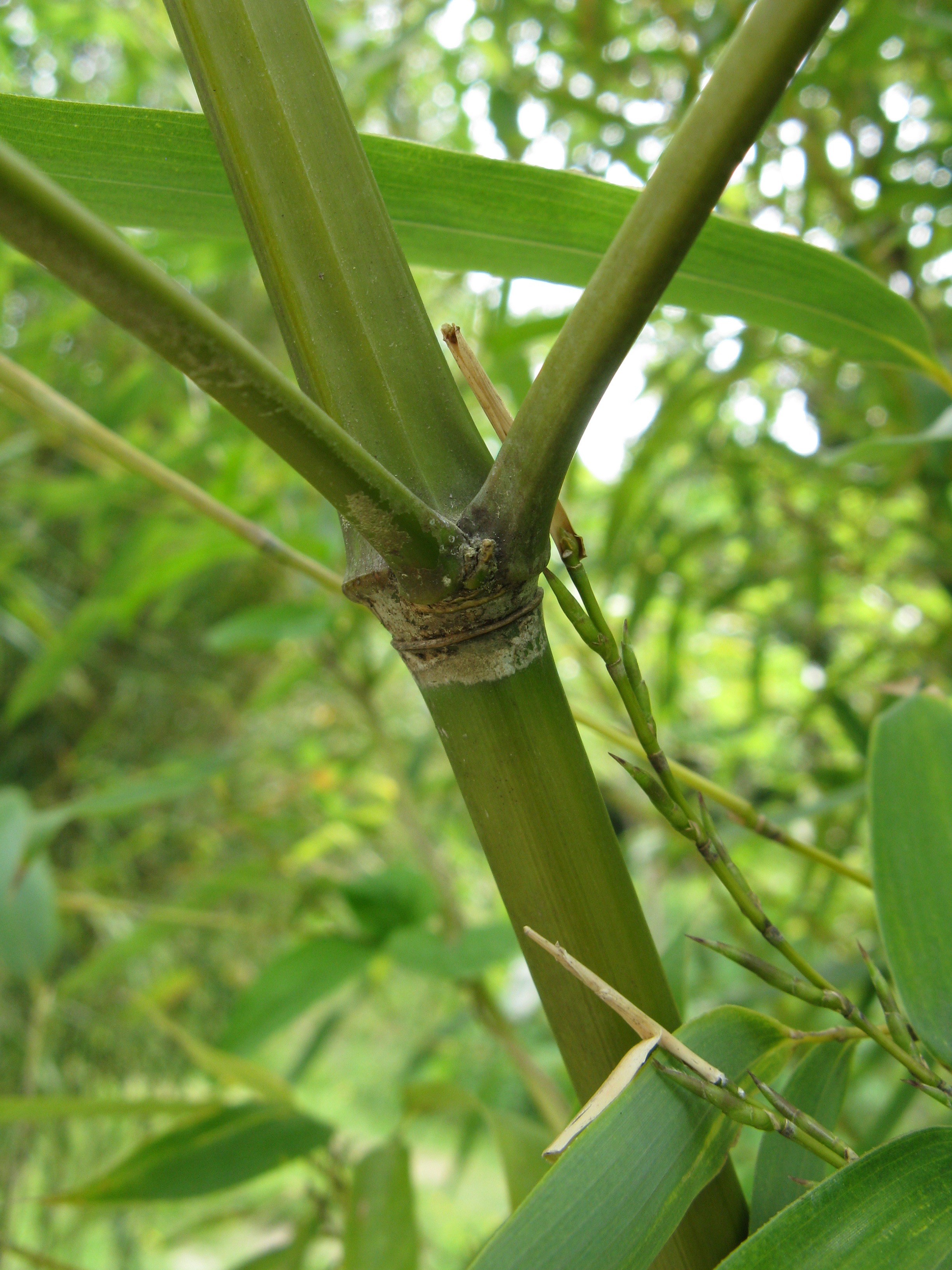
Für die Gattung Phyllostachys typische Verzweigungsart mit zwei Ästen (hier bei Phyllostachys bambusoides)

Nicht alle Bambusarten bilden Verzweigungen. Falls sie das tun, haben die Äste in der Mitte des Halms die typische Form, die zur Unterscheidung von Arten und Gattungen herangezogen wird. Die Verzweigungen nahe der Basis des Halms sind meist nicht voll entwickelt, und Äste nahe der Halmspitze sind in den meisten Fällen zu wenig unterschiedlich, um sie zur Abgrenzung verwenden zu können. Einige Bambusgattungen zeigen eine charakteristische Anzahl an Ästen, die von einem in der Mitte des Halms liegenden Knoten abgehen. In der Gattung Sasa bleibt der abgehende Ast allein, da ihm Knospen an der Basis fehlen. Bei Phyllostachys entwickeln sich meist zwei Äste, wobei einer meist deutlich dünner ist. Bei Phyllostachys arcana sind beide Äste etwa gleich dick. Manchmal kann sich auch ein deutlich dünnerer dritter Ast an der Basis des zweiten entwickeln. Bei Verzweigungstypen, in denen ein Ast je Knoten dominant ist, ähnelt dieser meist stark dem Halm selbst. Dies gilt besonders bei Arten mit pachymorphen Rhizomen, die häufig Äste bilden, deren Ansatz am Halm den Rhizomen ähneln. Die Internodien sind nicht hohl und tragen sogar Wurzeln oder Wurzelansätze, etwa bei Bambusa tulda, Bambusa textilis, Bambusa vulgaris und Gigantochloa apus. Auch ist der Übergang zwischen gefüllten zu hohlen, langen Internodien ähnlich plötzlich wie zwischen Rhizom und Halm. Bei kletternden Arten, beispielsweise aus den Gattungen Chusquea und Dinochloa, können die dominierenden Äste den gleichen Durchmesser und die gleiche Form und Länge wie der Halm erreichen. Einige Arten bilden teilweise kleine, verhärtete, gebogene und spitze Äste, die für die Arten typisch sind. Das kann so weit gehen, dass die Halme dornig erscheinen, wobei der untere Bereich des Halms meist am dornigsten ist. Solche Dornen treten bei allen Arten der Gattung Guadua und bei vielen der Gattung Bambusa auf.

## Verbreitung

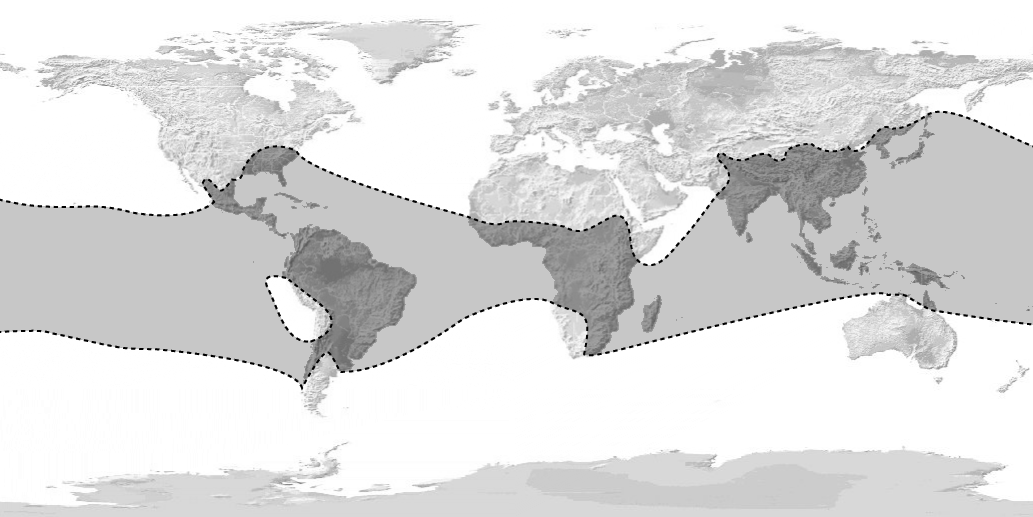
Verbreitungskarte der Unterfamilie

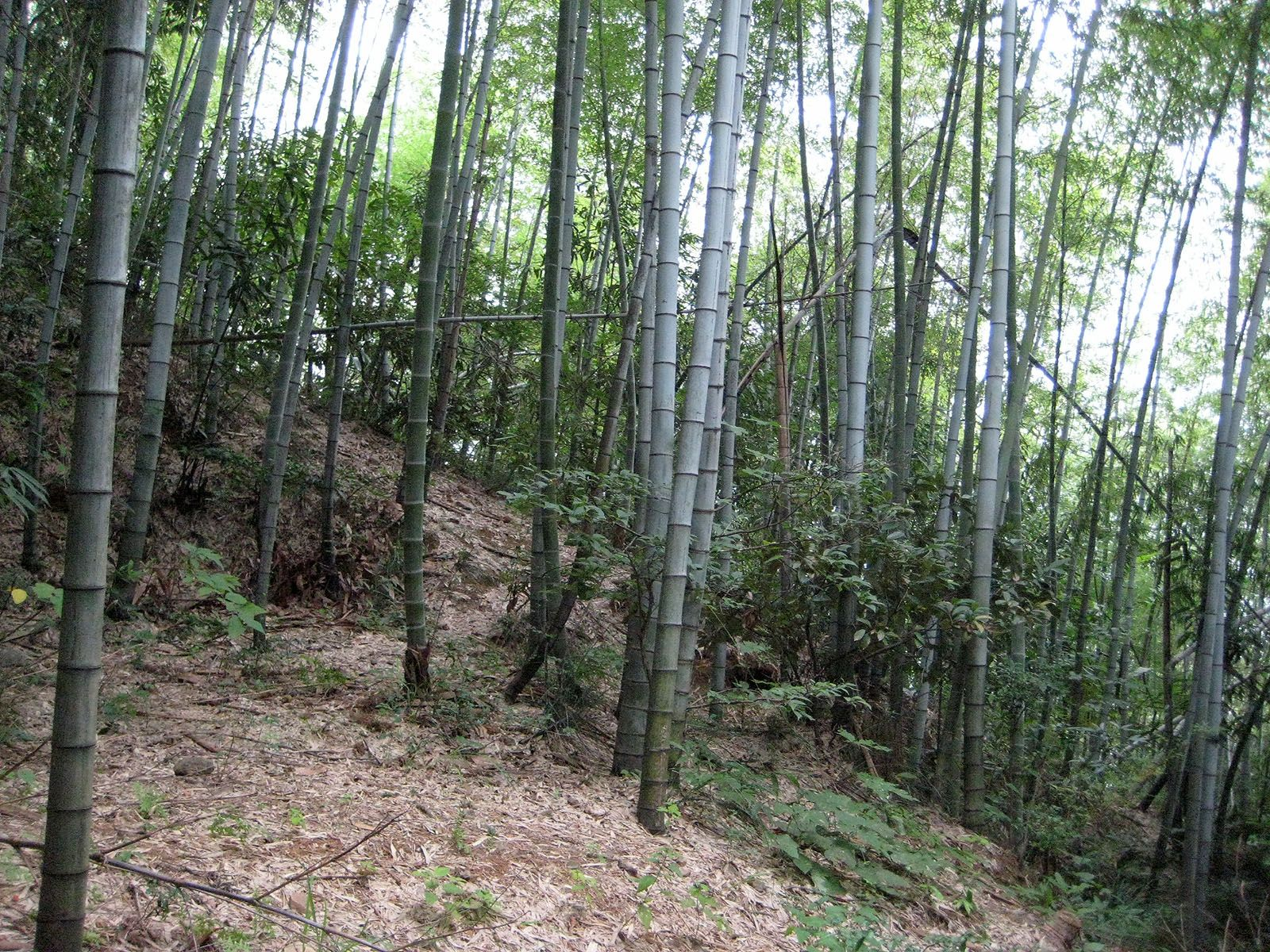
Bambuswald am Huang Shan

Die etwa 1000 bis 1500 Bambusarten sind auf allen Kontinenten mit Ausnahme von Europa und der Antarktis beheimatet, und ihr Verbreitungsgebiet erstreckt sich von 46° nördlicher bis 47° südlicher Breite. Sie wachsen von Meereshöhe bis in eine Höhe von etwa 4000 Metern. Dabei können die Arten bezüglich ihres Verbreitungsgebiets (Biogeographie) in zwei Gruppen geteilt werden: in Bambusarten der Tropen und Subtropen (Tribus Bambuseae und Olyreae) und in Arten der gemäßigten Zone (Tribus Arundinarieae).

## Systematik
Die Bambusoideae sind eine der zwölf Unterfamilien der Süßgräser und werden mit den nahe verwandten Ehrhartoideae und den Pooideae zur sogenannten BEP-Klade zusammengefasst. Der Name leitet sich aus den Anfangsbuchstaben der Unterfamilien ab. Dabei bilden die Pooideae das Schwestertaxon zu den Bambusoideae.
Die Bambusoideae werden in drei Tribus gegliedert:
- Arundinarieae mit 28 Gattungen und 533 Arten verholzender Gräser der gemäßigten Zone
- Bambuseae mit 66 Gattungen und 784 verholzenden Arten der Tropen und Subtropen
- Olyreae mit 21 Gattungen und 122 nicht verholzenden, also krautigen Arten[21]

Die Olyreae bilden das Schwestertaxon zu den Bambuseae. Damit ergibt sich folgendes Kladogramm:
|  | Arundinarieae                                         |
|  |                                                       |
|  | \| \| Bambuseae \| \| \| \| \| \| Olyreae \| \| \| \| |
|  |                                                       |
|  | Bambuseae                                             |
|  |                                                       |
|  | Olyreae                                               |
|  |                                                       |

|  | Bambuseae |
|  |           |
|  | Olyreae   |
|  |           |

## Fälschlich als „Bambus“ bezeichnete Arten anderer Taxa

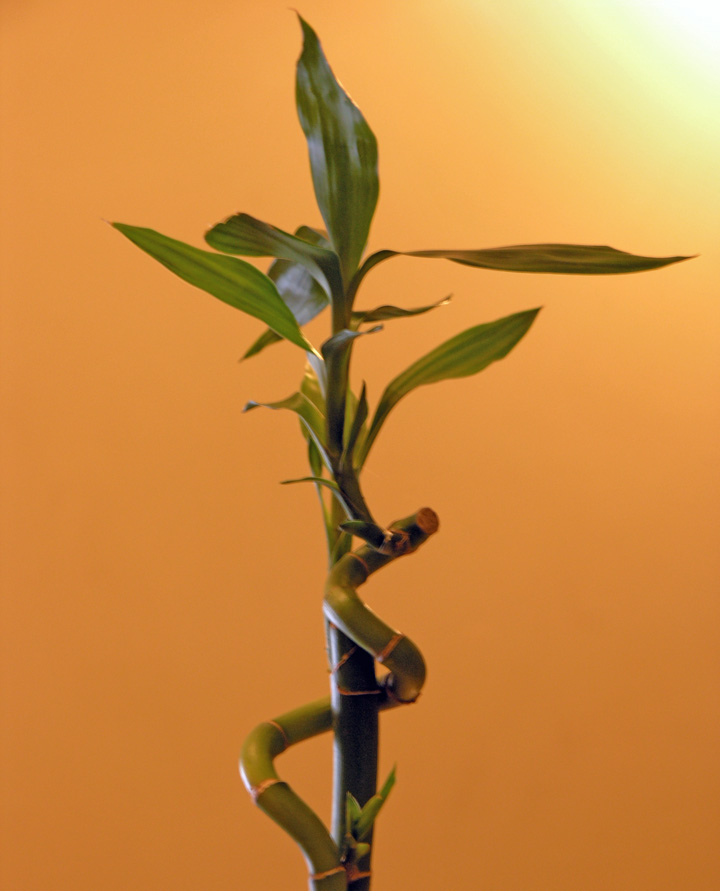
Kein Bambus: „Glücksbambus“

Unter der aus botanischer Sicht abwegigen Bezeichnung „Glücksbambus“ oder der englischsprachig anmutenden Benennung „Lucky Bamboo“ kommen Sorten der pflanzensystematisch von Bambus weit entfernten Drachenbaumarten Dracaena braunii aus der Familie der Spargelgewächse vor. Er wird in Europa in vielen Möbelhäusern, Baumärkten, Supermärkten, Gartencentern und Blumengeschäften angeboten.
Ebenfalls kein echter Bambus ist der „Zimmerbambus“ (Pogonatherum paniceum).